# پرسک آیل هاربر (میشیگان)
پرسک آیل هاربر (به انگلیسی: Presque Isle Harbor) یک منطقهٔ مسکونی در ایالات متحده آمریکا است که در میشیگان واقع شده‌است. پرسک آیل هاربر ۶۰۰ نفر جمعیت دارد و ۱۸۸٫۹۸ متر بالاتر از سطح دریا واقع شده‌است.